# Overpresteren
Het overpresteren is een term uit de pedagogiek. Men bedoelt ermee dat de prestaties van een leerling beter zijn dan men verwacht. Van een middelmatig begaafde leerling verwacht men bijvoorbeeld niet dat die bij de eersten van de klas is. Hoewel overpresteren minder voorkomt dan onderpresteren, kan het toch ook een probleem vormen. Dikwijls zijn het leerlingen die onder druk van hun omgeving, of vanuit een perfectionistische instelling een prestatieniveau willen (of moeten) opleveren, dat ze eigenlijk niet goed aankunnen. Veelal gaat dit ten koste van een harmonische ontwikkeling, bijvoorbeeld omdat alle tijd naar de studie gaat, en er geen ruimte meer is voor ontspanning, sociale contacten, lichaamsbeweging, enzovoort.
Meestal blijft het overpresteren ook niet lang duren, omdat men de overdreven inspanning niet kan blijven opbrengen. Kinderen/jongeren reageren dan met ontgoocheling of vervallen in het andere uiterste en weigeren zich nog voor de studie in te zetten. 